# Benimantell
Benimantell es un municipio de la Comunidad Valenciana, España. Situado en el interior de la provincia de Alicante, en la comarca de la Marina Baja y en la subcomarca del Valle de Guadalest. Cuenta con 501 habitantes (INE 2015).

## Geografía
Enclavado en el Valle de Guadalest se encuentra en las estribaciones de la Sierra de Aitana, lo que proporciona interesantes excursiones. Por tanto, el pueblo se encuentra a 547 metros de altura. Está situado a tan sólo un kilómetro del siempre turístico Guadalest. Desde Alicante, se accede por la autopista AP-7 o por la carretera N-332 tomando en Benidorm la CV-70.

### Localidades limítrofes
El término municipal de Benimantell limita con los términos de Beniardá, Benidorm, Benifato, Castell de Castells, Finestrat, Guadalest, Polop y Sella.

## Historia
Alquería de origen musulmán, pasó a depender de Guadalest tras la conquista cristiana a mediados del siglo XIII. Fue repoblada por cristianos, gran parte de Aragón, una vez expulsados los moriscos en 1609. Durante el siglo XVIII conoció un notable crecimiento demográfico, llegando a los 1012 habitantes a mediados del siglo XIX. Sin embargo, desde entonces la localidad ha sufrido un despoblamiento continuo, con un pico negativo en 1991 (404 habitantes censados); desde entonces la población ha vuelto a crecer, hasta los 518 habitantes del 2012. La emigración durante el siglo XX se ha dirigido a la capital provincial asentándose en el Casco Antiguo.

## Geografía humana

### Demografía
Cuenta con una población de 548 habitantes (INE 2024).
| Gráfica de evolución demográfica de Benimantell entre 1842 y 2021                                                     |
| |
| Población de derecho según los censos de población del INE. Población de hecho según los censos de población del INE. |

| Población | 1012 | 977 | 934 | 875 | 896 | 837 | 790 | 764 | 627 | 480 | 408 | 404 | 415 | 514 | 518 |

### Economía
Su actividad económica tradicional es la agricultura de secano: almendros y olivos. En la actualidad también cuenta con el turismo como base de ingresos debido a su proximidad a Guadalest y a Benidorm, por lo que cuenta con distintos restaurantes de cocina tradicional alicantina y casas rurales, además de contar con los servicios propios de una pequeña localidad.

## Política
| Periodo   | Nombre                      | Partido   |
| --------- | --------------------------- | --------- |
| 1979-1983 | Felipe Miralles Solbes      | PSPV-PSOE |
| 1983-1987 | Felipe Miralles Solbes      | PSPV-PSOE |
| 1987-1991 | Felipe Miralles Solbes      | PSPV-PSOE |
| 1991-1995 | Felipe Miralles Solbes      | PSPV-PSOE |
| 1995-1999 | Felipe Miralles Solbes      | PSPV-PSOE |
| 1999-2003 | Felipe Miralles Solbes      | PSPV-PSOE |
| 2003-2007 | Felipe Miralles Solbes      | PSPV-PSOE |
| 2007-2011 | Felipe Miralles Solbes      | PSPV-PSOE |
| 2011-2015 | Felipe Miralles Solbes      | PSPV-PSOE |
| 2015-2019 | Felipe Miralles Solbes      | PSPV-PSOE |

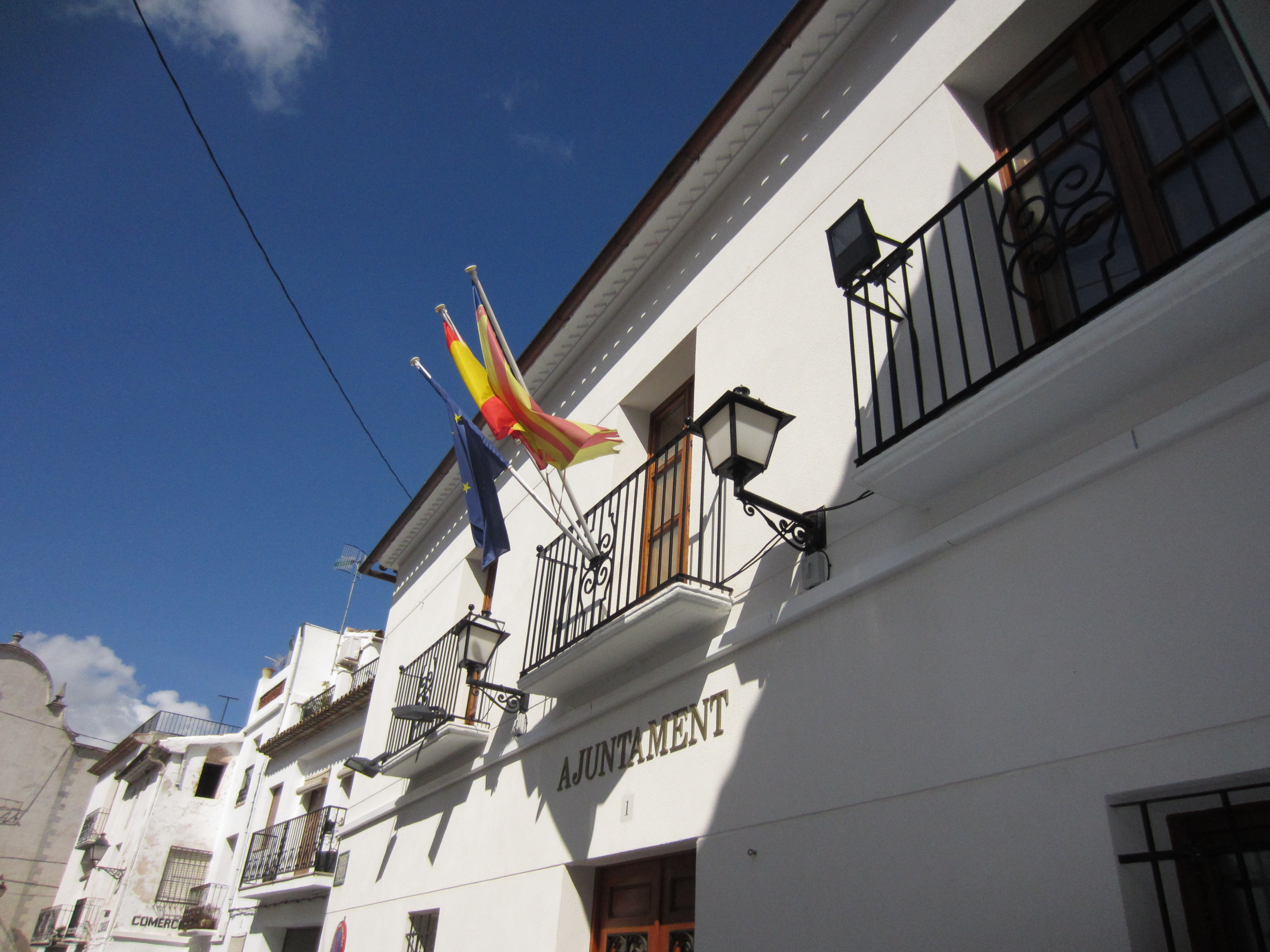
Ayuntamiento de Benimantell

| 2019-2023 | José Manuel Andreu Rocamora | PSPV-PSOE |
| 2023-act. | José Manuel Andreu Rocamora | PSPV-PSOE |

En las elecciones municipales de 2023, el PSPV-PSOE obtuvo 5 concejales y el PB-FEPAL 2.

## Monumentos y lugares de interés

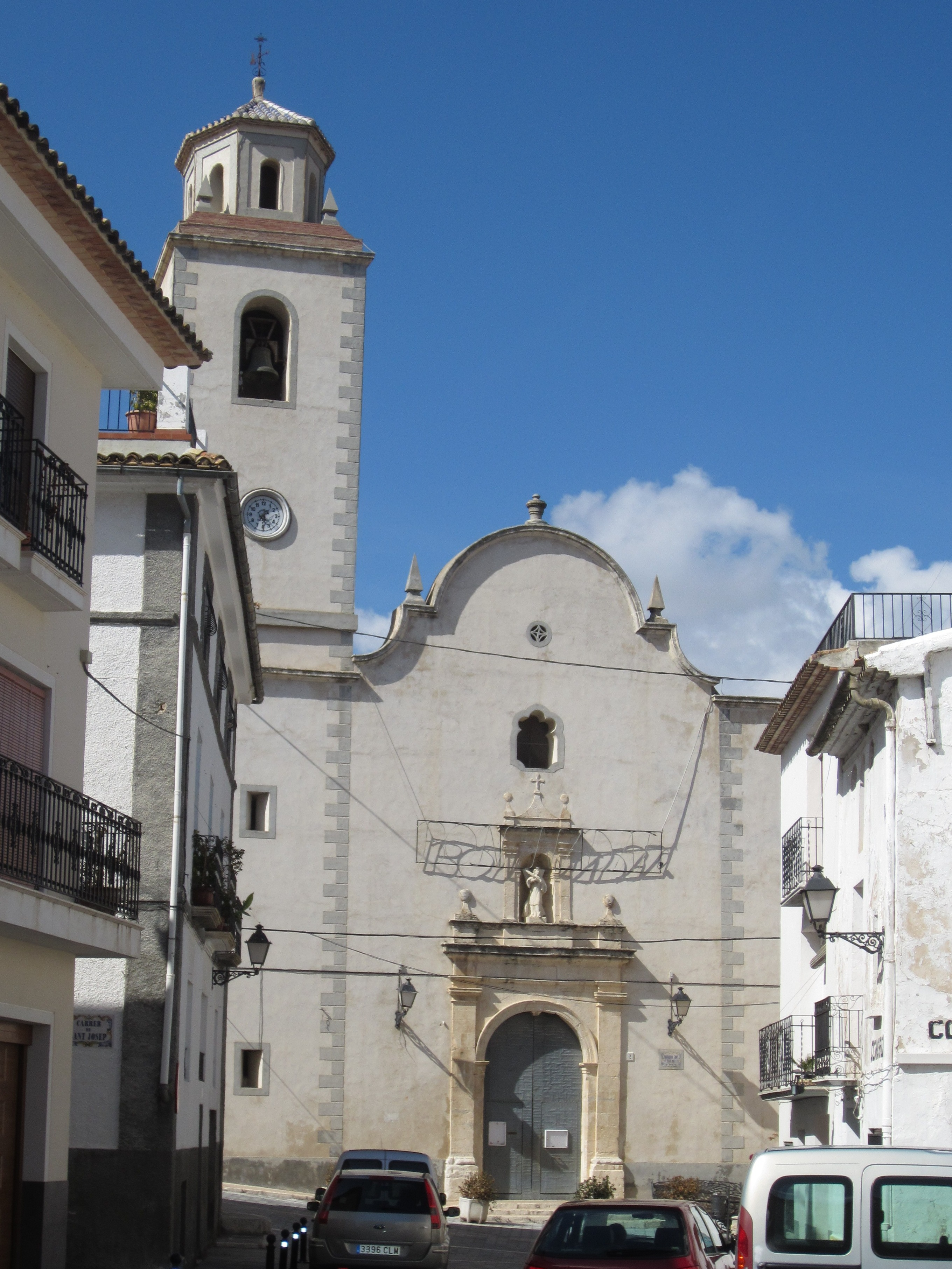
Iglesia parroquial

El pintoresco casco urbano, tiene vistas al valle y al pantano de Guadalest. En él podemos encontrar dos fuentes, una por la entrada desde el sur, que data de 1944 y otra al noreste, bajando hacia el río, que es más antigua. Entre estas está el casco urbano de calles estrechas y retorcidas, entre la que destaca la empinada "Trencacames" (rompepiernas). En la zona antigua las casas son unifamiliares, de estrecha fachada y muchas plantas en las que antiguamente había entrada para animales y productos agrícolas, cocinas con chimenea, habitaciones a distintas alturas y buhardilla con granero e incluso algunas contaban con pequeños depósitos de agua en la parte trasera. Lo que no se da en la vivienda de Benimantell es la presencia de patios, ni delanteros, ni traseros.
La Iglesia Parroquial está dedicada a San Vicente Mártir. Es un edificio de interés arquitectónico con una curiosa torre que acaba en un cimborrio octogonal (coronada con tejado índigo barnizado) de base rectangular. Otro edificio de importancia es el Ayuntamiento, en la misma plaza donde está la iglesia, pequeño edificio en armonía con el entorno. El municipio cuenta, también en su casco urbano, con una escuela de enseñanza primaria y un consultorio de salud. El cementerio municipal está en las afueras del pueblo, en un cerro desde el que se divisa todo el valle de Guadalest. También en el término municipal se encuentran las ruinas de un viejo castillo que estaba en línea con los de Guadalest y Alfofra.

## Fiestas
- Fiestas de la Juventud. Se celebran del 8 al 12 de agosto en honor de San Lorenzo.
- Fiestas de Octubre. Se celebran todos los años durante el fin de semana que incluye el tercer domingo de octubre, y se dedican al Santísimo Sacramento.
- Fiesta de San Vicente Mártir. Se celebra el 22 de enero, día de San Vicente Mártir, titular de la parroquia.